# Student
Student je polaznik fakulteta ili visoke škole. Status studenta stječe se upisom na sveučilište, veleučilište ili visoku školu a dokazuje se odgovarajućom studentskom ispravom (npr. indeksom). Status studenta gubi se po završetku studija, kad se osoba ispiše sa sveučilišta, veleučilišta ili visoke škole, kad je isključena sa studija po postupku i uz uvjete utvrđene statutom ili drugim općim aktom visokog učilišta, kad ne završi studij u roku utvrđenom statutom ili drugim općim aktom visokog učilišta te iz ostalih razloga utvrđenim statutom ili drugim općim aktom visokog učilišta.
Studenti su i članovi akademske zajednice i mogu sudjelovati u znanstvenom radu. Studenti prve godine fakulteta ili više škole nazivaju se brucošima, a studenti koji su odslušali ali ne i položili sve studijske predmete apsolventima. 